# La ragazza con la pistola
La ragazza con la pistola är en italiensk komedifilm från 1968 i regi av Mario Monicelli.

## Rollista i urval
- Monica Vitti - Assunta Patané
- Stanley Baker - Tom Osborne
- Corin Redgrave - Frank Higan
- Anthony Booth - John
- Carlo Giuffré - Vincenzo Macaluso
- Ivan Scratuglia - Salvatore
- Tiberio Murgia - siciliansk immigrant
- Aldo Puglisi - siciliansk immigrant
- Stefano Satta Flores - servitör